# Atya pilipes
Atya pilipes är en kräftdjursart som beskrevs av Newport 1847. Atya pilipes ingår i släktet Atya och familjen Atyidae. Inga underarter finns listade i Catalogue of Life.